# 東出典子
東出 典子（ひがしで のりこ、1963年6月22日 - ）は日本の女優。大阪府大阪市出身。身長159cm、体重52kg。血液型O型。愛称、のんち。
日本舞踊山村流の名取りであり、教職免許（国語科中2級）を持つ。1988年〜1995年まで、関西在住の劇団である天真爛漫に所属。現在、フリー。

## 主な出演作品

### テレビ
- スキッと一心太助（1999年 - 2000年、NHK総合）すみ役
- バーチャル大江戸ガッテン生活!（2000年、テレビ東京系）おカツ役
- FACE〜見知らぬ恋人〜（2001年、日本テレビ系） 有坂佐奈江役
- 中学生日記 シリーズ父親4（2001年、NHK総合） 古川博子役
- 特命係長 只野仁 1stシーズン 第10話（2003年、テレビ朝日系）
- アットホーム・ダッド（2004年、フジテレビ系） 圭子役
- ウルトラQ dark fantasy 第16話「ガラQの大逆襲」（2004年7月13日、テレビ東京） - 富子 役[1]

### 映画
- 守ってあげたい（1999年）
- 外伝・麻雀放浪記（2002年）
- 浪商のヤマモトじゃ!〜喧嘩野球編/大阪総番長編〜（2003年）
- けっこう仮面　SURPRISE（2004年）
- 子猫の涙（2008年）

### 舞台
- ルミネtheよしもと　吉本新喜劇（2003年〜2007年）
- 新・夏の魔球（2006年9月）

### CM
- 通販生活　かみさん川柳“環境には優しく夫にはきつい妻”編
- ロッテ・ホカロン　間寛平バージョン OL篇
- NTTDoCoMo　FOMA　「みんゴルが…」篇　キャディ役（坂口憲二と共演）
- DAIHATSU　ESSE（エッセ） 〜クリーニング篇〜　クリーニング店おばちゃん役（黒木瞳と共演）（2006年4月〜）

### インターネット
- casTY ひかり荘　隔週水曜19：00〜22：00　（2004年9月〜2007年9月）